# 石川基光
石川 基光（いしかわ もとみつ、生年不詳 - 建久10年4月3日（1199年4月29日））は、平安時代後期の武将。大和源氏の流れを汲む陸奥石川氏6代目当主。石川義季の次男（3代目当主元光とは別人）。松田重勝、広季、季光、光家、泰師らの父。従五位下大和守。夫人は夏目国平の妹。
治承3年（1179年）、一族の成田光治、石川兼雅を従えて上洛、従五位下大和守に任じられる。
治承5年（1181年）11月、2代有光の遺骨を岩峯寺に改葬し三重塔を建てた。同年、仏門に入り了全と号す。
なお、「尊卑分脈」には記載はない。

## 系譜
```
石川基光┳長女（
土方季治
室）
　　　　┣松田重勝（一族の
松田政基
嗣子）
　　　　┣次女（
藤原為重
室）
　　　　┣広季（7代目当主）
　　　　┣季光
　　　　┣三女（
大寺光行
室）
　　　　┣
光家

　　　　┣四女（早世）
　　　　┣泰師（備中守）
　　　　┗五女（早世）
```